# Арнольд, Юрий Карлович
Ю́рий (Гео́ргий) Ка́рлович Арно́льд (1 ноября [13 ноября] 1811, Санкт-Петербург — 8 июля [20 июля] 1898, Каракаш, Таврическая губерния), псевдонимы Карло Карлини, А. Ю., Гармонин, Меломан — русский музыкальный теоретик, критик, композитор, педагог. Почётный член Киевского литературно-артистического общества.

## Биография
Происходил из дворянского рода Арнольдов. Сын литератора Карла Ивановича Арнольда; брат учёного-лесовода Фёдора Карловича Арнольда; брат Ивана Карловича Арнольда — основателя школ-интернатов для глухонемых в Санкт-Петербурге и Москве. Был православного вероисповедания. В 1829–1830 гг. учился на историко-филологическом факультете Дерптского университета (обучение не окончил). В 1831 году поступил в Стародубовский кирасирский полк, чтобы участвовать в усмирении польского мятежа. В 1838 году вышел в отставку и целиком посвятил себя музыке.
Музыкой занимался с детства. Брал уроки фортепиано у А. И. Черлицкого (ученика Джона Фильда). Студентом исполнял публично фортепианный концерт И. Н. Гуммеля и партию баритона в оратории Й. Гайдна «Сотворение мира». Занимался гармонией у И. Л. Фукса, контрапунктом — у О. К. Гунке.
Был женат на Прасковье Павловне Сипягиной. До 1863 года и с начала 1890-х гг. жил в Петербурге; в 1863—1871 гг. — в Лейпциге, с 1871 года — в Москве. Умер в ночь с 7 на 8 июля 1898 года в Крыму. Похоронен на Никольском кладбище Александро-Невской лавры.

## Композитор
В 1835 году появилось в печати первое сочинение Арнольда — романс «Вечерний звон» (на стихи И. И. Козлова). Сейчас музыка Арнольда практически забыта ввиду популярности романса А. А. Алябьева. В 1836 году он написал оперу «Цыганка» на либретто Александра Мундта. В 1836 году познакомился с М. И. Глинкой и дал первый свой концерт (отрывки из опера «Цыганка»).
В 1839 году Арнольд выступил на конкурсе петербургского филармонического общества с кантатой «Светлана» (текст Василия Жуковского), получившей первую премию. К выдаче премии послужило препятствием немецкое происхождение автора (конкурс был объявлен для русских композиторов); дело дошло до императора Николая I, который повелел считать Арнольда природным русским. В 1842 году были изданы в Петербурге 40 его романсов. В том же году Арнольд познакомился с приезжавшим в Петербург Ф. Листом, в защиту которого впоследствии выступал в печати. В течение 1842—1860 годов Арнольд написал (на собственное немецкое либретто) трёхактную оперу «Нидия, или Последний день Помпеи». Эта опера исполнялась в разное время в России и в Германии, но только по частям, и осталась в рукописи. В 1852 году поставлена в Петербурге оперетта Арнольда «Der Invalid», а в следующем году — оперетта «Клад, или За Богом молитва, за царем служба — не пропадают»; впоследствии Арнольд написал к ней другой текст и переименовал в «Ночь на Ивана Купала». В 1860 году Арнольд написал увертюру к «Борису Годунову» Пушкина, в ней сказалось подражание Глинке. Она была исполнена за границей, и в 1897 году, под управлением автора, в одном из концертов Русского музыкального общества. В русском стиле написаны «Русская баллада» и «Как у всех-то людей» (слова Льва Мея).
Большая часть музыкальных сочинений Арнольда осталась не изданной. Как композитор Арнольд не обнаруживал яркой индивидуальности и находился под сильным влиянием немецких классиков, с одной стороны, и Глинки — с другой. Арнольд — автор «Литургии св. Иоанна Златоуста» (была напечатана в приложении к журналу «Музыка и пение»).
В 1892—1893 годах издал свои «Воспоминания», охватывающие период времени с 1815 по 1875 годы и имеющие значение для истории быта и музыки в России. Арнольд работал над осуществлением идеи «амплификатора» — механического приспособления к фортепиано, придающего звуку певучесть. «Амплификатор» должен был улучшить звучность фортепиано и придать его настрою точность и ровность тембра. Фирма Шредера построила по его указаниям инструмент, однако дальнейшего практического внедрения его идея не получила.
Арнольд — автор двух театральных пьес: драмы «Künstlerleben» (1852; поставлена в СПб. в 1854) и трагедии «Andreas Brunau» (1855, шла с успехом в Кенигсберге и в Петербурге в 1857 году), а также поэму «Август».

## Музыкальная критика
В период от 1840-х до начала 1860-х годов Арнольд занимался также музыкальной критикой в «Библиотеке для чтения», «Пантеоне», «Северной пчеле» и «Сыне Отечества». Как театральный критик сотрудничал с «Музыкально-театральным вестником» (1850).
С 1863 года и по 1868 год Арнольд жил в Лейпциге. В лейпцигской «Новой музыкальной газете» (1863, № 8—15) Арнольд поместил обширную статью «Развитие русской национальной оперы» (нем. Die Entwickelung der russischen National-Oper), в которой впервые в немецкой прессе говорилось о значении Даргомыжского. В 1867—1868 годах он редактировал «Zeitschrift für Theater und Musik». В 1883 году в Лейпциге Арнольд прочел лекцию «Об основах древне-православного церковного пения». В 1889 году Арнольд опять ездил в Лейпциг, где читал лекции о русской музыке.
Работа Арнольда в качестве музыкального журналиста в значительной мере способствовала популяризации русской музыки в Европе.

## Педагогическая деятельность
В 1868—1870 годах в музыкальном институте Иоганна Бувы (Грац) Арнольд преподавал музыкальную эстетику и учение о формах.
В 1870 Арнольд был приглашен в Московскую консерваторию на кафедру контрапункта, но в силу некоторых обстоятельств кафедру он не получил. По распоряжению великой княгини Елены Павловны Арнольду всё-таки дали звание профессора.
В 1871 г. в Москве Арнольд открыл общественные музыкальные классы, имевшие успех и просуществовавшие свыше 10 лет. Здесь он преподавал пение, теорию и историю музыки. Среди его учеников был известный баритон Павел Хохлов.
В 1888 году занимал в Московском университете кафедру по истории музыки, получил звание приват-доцента. Вступительная его лекция «О данных для возрождения самобытной национальной русской музыкальной школы» в значительно расширенном изложении напечатана под заглавием: «Возможно ли в музыкальном искусстве установление характеристическо-самостоятельной русской национальной школы и на каких данных должна таковая основываться» («Баян», 1888—1889).
С 1894 года почти до конца жизни Арнольд оставался в Петербурге, где давал уроки пения. По вопросам о преподавании пения Арнольд написал статью «О причинах недостатка в России хороших певцов и певиц» («Музыкальный Мир», 1883, № 8 и 9) и в последние годы жизни издавал «Теорию постановки голоса» (не законченную), в которой отстаивал метод староитальянской школы.
Среди учеников Арнольда Дмитрий Васильевич Аллеманов, церковный композитор и теоретик музыки, автор книги «Церковные лады и гармонизация их по теории дидаскалов восточного осмогласия».

## Научная деятельность
Как теоретик Арнольд известен исследованиями по русскому церковному пению. Пользовался поддержкой и советами прот. Димитрия Разумовского, свящ. Петра Преображенского, В. Ф. Одоевского, Е. Ф. Корша, М. Ю. Виельгорского. Собирая и изучая материалы ещё с 1842 года, для чего нарочно ездил в Киев и на Волгу, он издал целый ряд трудов: «Die alten Kirchenmodi historisch und akustisch entwickelt» (Лпц., 1878); «Теория древнерусского церковного и народного пения», вып. I: «Теория православного церковного пения» (М., 1880). Главный тезис этого исследования — что между нашим церковным пением и древнегреческой музыкой имеется неразрывная связь, — он защищал, между прочим, на диспуте, устроенном в Румянцевском музее Обществом любителей древнерусского искусства. Некоторые неологизмы из числа многих, которые Арнольд вводил по методу морфологической передачи греко-византийских оригиналов (например, метабола) в свои труды, много лет спустя вошли в лексикон русской (постсоветской) музыкальной науки.
Другие его труды: «Гармонизация древнерусского церковного пения» (М., 1886); «Применение древнеэллинской и византийской теории музыки к знаменному и столповому пению», «Общий свод правил гармонизации знаменного распева», «Гармонические начала церковных гласов», «О принципе гармонизации церковных гласов», «Die Lehre von der Tonkunst auf Grund physiologischen, asthetischen und psychologischen Gesetze», I ч., «Harmonik», т. I; «Die Grundharmonien» (Грац, 1869; по-русски); «Наука о музыке на основании эстетических и физиологических законов», т. I, «Гармония»; вышел только вып. I (М., 1875); т. II: «Die Elemente der polyphonen Bewegung» (М., 1871); т. III: «Die Discordanzen» (М., 1872); «Die absolute Tonlehre und die Klangzeichen der alten Griechen» (1874—1879).
К музыкально-теоретическим трудам Арнольд принадлежат также: «Конспект рациональной музыкальной грамматики», «О теории музыкальных звуков на основании акустических начал», а также «Теория постановки голоса» (СПб., 1898, 2 части).

## Научные и музыкально-критические труды
- Die Tonkunst in Russland bis zur Einführung des abendländischen Musik- und Notensystems. Leipzig, 1867.
- Der Einfluss des Zeitgeistes auf die Entwicklung der Tonkunst. Leipzig, 1867.
- Betrachtungen über die Kunst der Darstellung in Musikdrama. Leipzig, 1867.
- Über Schulen für dramatische und musikalische Kunst. Leipzig, 1867.
- Franz Liszt’s Oratorium Die Legende von der heiligen Elisabeth und die neue Musikrichtung im Allgemeinen. Ein offener Brief an die Herren Dr. Oscar Paul und Eduard Bernsdorf. Leipzig, 1868.
- Der Freischütz: Max — Agathe — Aennchen — Kaspar; Opern-Charaktere in Bezug auf deren musikalisch-dramatische, wie dramatisch-mimische Darstellung. Leipzig, 1869.
- Наука о музыке на основании эстетических и физиологических законов. Т. I: Гармония. Вып. 1. Лекции 1-6. Авторизованный перевод с немецкого С. С. Юрьева. М.: Изд. Грейнера и Бауера, 1875.
- Теория древне-русского церковного и народного пения на основании автентических трактатов и акустического анализа. Вып. 1: Теория православного церковного пения вообще, по учению эллинских и византийских писателей. М.: Православное обозрение, 1880. (PDF, 10 Mb).
- Воспоминания. вып.1-3. СПб., 1892-93.
- Теория постановки голоса по методу старой итальянской школы. Вып. 1-3. СПб., 1897-98.
- Die alten Kirchenmodi, historisch und akustisch entwickelt. Leipzig, [1898].